# Listă de filme de comedie din anii 2020
Aceasta este o listă de filme de comedie din anii 2020.

## 2020
| Titlu                                  | Regizor                                    | Distribuție | Țara                                  | Note                                      |
| -------------------------------------- | ------------------------------------------ | --- | ------------------------------------- | ----------------------------------------- |
| 1 Night in San Diego                   | Penelope Lawson                            | Jenna Ushkowitz, Laura Ashley Samuels, Eric Nelsen, Mark Lawson, Nicolas DiPierro, Kelsey Douglas, Alexandra Daddario                                                                             | SUA                                   | [ 1 ]                                     |
| 3 Monkeys                              | Anil Kumar G                               | Sudigali Sudheer, Getup Srinu, Auto Ram Prasad, Shakalaka Shankar, Karunya Chowdary, Kautilya | India                                 | comedie dramatică                         |
| 23 Walks                               | Paul Morrison                              | Alison Steadman, Dave Johns, Graham Cole, Bob Goody | Regatul Unit                          | comedie dramatică                         |
| Airplane Mode                          | César Rodrigues                            | Larissa Manoela, Erasmo Carlos, Katiuscia Canoro, André Frambach | Brazilia                              | [ 4 ]                                     |
| An American Pickle                     | Brandon Trost                              | Seth Rogen, Sarah Snook, Eliot Glazer | SUA                                   | comedie dramatică                         |
| Bad Boys for Life                      | Adil & Bilall                              | Will Smith, Martin Lawrence, Paola Núñez, Vanessa Hudgens, Alexander Ludwig, Charles Melton, Jacob Scipio, Kate del Castillo, Nicky Jam, Joe Pantoliano                                           | SUA                                   | comedie de acțiune                        |
| Bad Trip                               | Kitao Sakurai                              | Eric André, Lil Rel Howery, Tiffany Haddish | SUA                                   | [ 7 ]                                     |
| Berlin, Berlin                         | Franziska Meyer Price                      | Felicitas Woll, Jan Sosniok, Matthias Klimsa | Germania                              |                                           |
| Bheeshma                               | Venky Kudumula                             | Nithiin, Rashmika Mandanna | India                                 | comedie romantică de acțiune              |
| Bill & Ted Face the Music              | Dean Parisot                               | Keanu Reaves, Alex Winter, Kristen Schaal, Samara Weaving, Brigette Lundy-Paine, Anthony Carrigan, Erinn Hayes, Jayma Mays, Holland Taylor, Kid Cudi, William Sadler, Jillian Bell                | SUA                                   | [ 9 ]                                     |
| Birds of Prey                          | Cathy Yan                                  | Margot Robbie, Mary Elizabeth Winstead, Jurnee Smollett-Bell, Rosie Perez | SUA                                   | comedie de acțiune                        |
| Blithe Spirit                          | Edward Hall                                | Dan Stevens, Leslie Mann, Isla Fisher, Judi Dench, Emilia Fox, Julian Rhind-Tutt, Adil Ray, Michele Dotrice, Aimee-Ffion Edwards                                                                  | Regatul Unit                          | [ 11 ]                                    |
| Borat Subsequent Moviefilm             | Jason Woliner                              | Sacha Baron Cohen, Maria Bakalova | SUA                                   | [ 12 ]                                    |
| Chick Fight                            | Paul Leyden                                | Malin Åkerman, Alec Baldwin, Bella Thorne | SUA                                   | comedie de acțiune                        |
| Coastal Elites                         | Jay Roach                                  | Bette Midler, Sarah Paulson, Kaitlyn Dever, Dan Levy, Issa Rae | SUA                                   | [ 14 ]                                    |
| Cocktail                               | Ra.Vijaya Murugan                          | Yogi Babu, Rashmi Gopinath, Mithun Maheswaran, Sayaji Shinde, KPY Bala, Kawin | India                                 | [ 15 ]                                    |
| Coffee & Kareem                        | Michael Dowse                              | Ed Helms, Terrence Little Gardenhigh, Betty Gilpin, RonReaco Lee, Andrew Bachelor, David Alan Grier, Taraji P. Henson                                                                             | SUA                                   | comedie de acțiune                        |
| Coolie No. 1                           | David Dhawan                               | Varun Dhawan, Sara Ali Khan | India                                 | [ 17 ]                                    |
| Crazy Awesome Teachers                 | Sammaria Simanjuntak                       | Gading Marten, Boris Bokir, Kevin Ardilova | Indonezia                             | comedie dramatică                         |
| Curveball                              | Johannes Naber                             | Sebastian Blomberg, Dar Salim, Virginia Kull | Germania                              | [ 19 ]                                    |
| Downhill                               | Nat Faxon, Jim Rash                        | Julia Louis-Dreyfus, Will Ferrell | SUA                                   | comedie dramatică                         |
| Emma                                   | Autumn de Wilde                            | Anya Taylor-Joy, Johnny Flynn, Josh O'Connor, Callum Turner, Mia Goth, Miranda Hart, Bill Nighy                                                                                                   | Regatul Unit                          | comedie romantică                         |
| Enter the Fat Dragon                   | Kenji Tanigaki, Wong Jing                  | Donnie Yen, Teresa Mo, Wong Jing, Niki Chow | China                                 | comedie de arte marțiale                  |
| Feel the Beat                          | Elissa Down                                | Sofia Carson, Enrico Colantoni, Wolfgang Novogratz | SUA                                   | comedie dramatică                         |
| Friend of the World                    | Brian Patrick Butler                       | Nick Young, Alexandra Slade, Michael C. Burgess, Kathryn Schott, Kevin Smith, Luke Pensabene, Neil Raymond Ricco                                                                                  | SUA                                   | comedie SF de groază                      |
| Godmothered                            | Sharon Maguire                             | Jillian Bell, Isla Fisher, Jane Curtin, Jillian Shea Spaeder, Willa Skye, Mary Elizabeth Ellis, Santiago Cabrera, Artemis Pebdani, Utkarsh Ambudkar, Stephanie Weir, June Squibb, Carlease Burke. | SUA                                   | comedie fantastică                        |
| Guns Akimbo                            | Jason Lei Howden                           | Daniel Radcliffe, Samara Weaving, Natasha Liu Bordizzo, Grant Bowler | Noua Zeelandă, Regatul Unit, Germania | comedie de acțiune                        |
| Hubie Halloween                        | Steven Brill                               | Adam Sandler, Kevin James, Julie Bowen, Ray Liotta, Rob Schneider, June Squibb, Kenan Thompson, Shaquille O'Neal, Steve Buscemi, Maya Rudolph                                                     | SUA                                   | comedie de groază de mister               |
| Impractical Jokers: The Movie          | Chris Henchy                               | Brian Quinn, James Murray, Sal Vulcano, Joe Gatto | SUA                                   | [ 28 ]                                    |
| Șefele                                 | Miguel Arteta                              | Tiffany Haddish, Rose Byrne, Jennifer Coolidge, Billy Porter, Salma Hayek | SUA                                   | [ 29 ]                                    |
| Magic Camp                             | Mark Waters                                | Adam Devine, Jeffrey Tambor, Gillian Jacobs | SUA                                   | Comedie de familie, fantastic             |
| Mighty Oak                             | Sean McNamara                              | Janel Parrish, Alexa PenaVega, Carlos PenaVega, Raven-Symoné, Levi Dylan, Tommy Ragen | SUA                                   | comedie dramatică                         |
| Profu' de spionaj                      | Peter Segal                                | Dave Bautista, Chloe Coleman, Kristen Schaal, Ken Jeong | SUA                                   | [ 32 ]                                    |
| Naan Sirithal                          | Raana                                      | Hiphop Tamizha, Iswarya Menon, K. S. Ravikumar | India                                 | [ 33 ]                                    |
| Ok, está bien...                       | Gabriela Ivette Sandoval                   | Roberto Andrade Ceron, Isabella Argudín, Ángel Alvarado, Gabriela de Corzo, Fermín Martínez, Juan Heladio, Pepe Návar                                                                             | Mexic                                 | comedie dramatică alb-negru               |
| On the Rocks                           | Sofia Coppola                              | Bill Murray, Rashida Jones, Marlon Wayans | SUA                                   | comedie dramatică                         |
| Over the Moon                          | Glen Keane, John Kahrs                     | Cathy Ang, Robert G Chiu, Phillipa Soo, Ken Jeong, John Cho, Ruthie Ann Miles, Sandra Oh, Margaret Cho, Kimiko Glenn, Artt Butler                                                                 | SUA, China                            | comedie fantastică de familie de animație |
| Palm Springs                           | Max Barbakow                               | Andy Samberg, Cristin Milioti, Peter Gallagher, J. K. Simmons | SUA                                   | comedie romantică SF                      |
| Players                                | Pyi Hein Thiha                             | Myint Myat, Htun Htun, Tyron Bejay, Khin Hlaing, Soe Myat Thuzar, Ei Chaw Po, May Mi Ko Ko, Hsaung Wutyee May                                                                                     | Myanmar                               | comedie dramatică                         |
| Reboot Camp                            | Ivo Raza                                   | David Koechner, Ed Begley Jr., Ja Rule, Chaz Bono, David Lipper, Lindsey Shaw, Shar Jackson | SUA                                   | [ 40 ]                                    |
| Romulo & Julita                        | Daniel Martín Rodríguez                    | Mónica Sánchez, Miguel Iza, Mayella Lloclla, Pietro Sibille | Peru                                  | comedie romantică                         |
| Sarileru Neekevvaru                    | Anil Ravipudi                              | Mahesh Babu, Rashmika Mandanna, Vijayashanti, Prakash Raj, Rajendra Prasad | India                                 | comedie de acțiune                        |
| Scoob!                                 | Tony Cervone                               | Frank Welker, Will Forte, Gina Rodriguez, Zac Efron, Amanda Seyfried, Kiersey Clemons, Mark Wahlberg, Ken Jeong, Jason Isaacs, Tracy Morgan                                                       | SUA                                   | film de animație                          |
| Seriously Single                       | Katleho Ramaphakela, Rethabile Ramaphakela | Fulu Mugovhani, Tumi Morake, Bohang Moeko | Africa de Sud                         | [ 44 ]                                    |
| Sí, mi amor                            | Pedro Flores Maldonado                     | Yiddá Eslava, Julián Zucchi, Andrés Salas, Magdyel Ugaz, Pietro Sibille, Saskia Bernaola, Sebastián Monteghirfo, Mayra Couto, Santiago Suárez, Ximena Palomino                                    | Peru                                  | comedie romantică                         |
| Ariciul Sonic                          | Jeff Fowler                                | James Marsden, Ben Schwartz, Tika Sumpter, Jim Carrey | SUA                                   | comedie de acțiune                        |
| Suflet                                 | Pete Docter                                | Jamie Foxx, Tina Fey, Questlove, Phylicia Rashad, Daveed Diggs, Angela Bassett | SUA                                   | comedie fantastică-drama de animație      |
| Spenser Confidential                   | Peter Berg                                 | Mark Wahlberg, Winston Duke, Alan Arkin, Iliza Shlesinger, Bokeem Woodbine, Marc Maron, Post Malone                                                                                               | SUA                                   | comedie de acțiune                        |
| Superintelligence                      | Ben Falcone                                | Melissa McCarthy, Bobby Cannavale, Brian Tyree Henry, James Corden | SUA                                   | comedie romantică de acțiune              |
| Familia Crood: Vremuri noi             | Joel Crawford                              | Nicolas Cage, Emma Stone, Ryan Reynolds, Catherine Keener, Clark Duke, Cloris Leachman, Peter Dinklage, Leslie Mann, Kelly Marie Tran                                                             | SUA                                   | comedie de animație                       |
| Gangsteri cu stil                      | Guy Ritchie                                | Matthew McConaughey, Charlie Hunnam, Henry Golding, Michelle Dockery | Regatul Unit, SUA                     | comedie de acțiune                        |
| The King of Staten Island              | Judd Apatow                                | Pete Davidson, Marisa Tomei, Bill Burr, Bel Powley, Maude Apatow, Steve Buscemi | SUA                                   | comedie dramatică                         |
| The Kissing Booth 2                    | Vince Marcello                             | Joey King, Joel Courtney, Jacob Elordi, Maisie Richardson-Sellers, Taylor Zakhar Perez, Molly Ringwald                                                                                            | SUA                                   | comedie romantică                         |
| The Lovebirds                          | Michael Showalter                          | Issa Rae, Kumail Nanjiani, Paul Sparks, Anna Camp, Kyle Bornheimer | SUA                                   | comedie romantică                         |
| The Opening Act                        | Steve Byrne                                | Jimmy O. Yang, Alex Moffat, Cedric the Entertainer, Neal Brennan, Bill Burr, Whitney Cummings, Jermaine Fowler, Ken Jeong, Russell Peters, Debby Ryan                                             | SUA                                   | [ 55 ]                                    |
| Gli infedeli                           | Stefano Mordini                            | Riccardo Scamarcio, Valerio Mastandrea, Laura Chiatti | Italia                                |                                           |
| The Princess Switch: Switched Again    | Michael Rohl                               | Vanessa Hudgens, Sam Palladio, Nick Sagar | SUA                                   | comedie romantică                         |
| The Prom                               | Ryan Murphy                                | Meryl Streep, James Corden, Nicole Kidman, Keegan-Michael Key, Andrew Rannells, Ariana DeBose, Kerry Washington, Jo Ellen Pellman                                                                 | SUA                                   | comedie muzicală                          |
| The Restoration                        | Alonso Llosa                               | Paul Vega, Atilia Boschetti, Delfina Paredes, Pietro Sibille, Muki Sabogal | Peru                                  |                                           |
| The Sleepover                          | Trish Sie                                  | Sadie Stanley, Maxwell Simkins, Cree Cicchino, Lucas Jaye, Ken Marino, Joe Manganiello, Malin Åkerman                                                                                             | SUA                                   | comedie de acțiune                        |
| The Thing About Harry                  | Peter Paige, Joshua Senter                 | Jake Borelli, Niko Terho, Britt Baron, Karamo Brown, Peter Paige | SUA                                   | comedie romantică                         |
| The Wrong Missy                        | Tyler Spindel                              | David Spade, Lauren Lapkus, Nick Swardson, Geoff Pierson, Jackie Sandler, Sarah Chalke, Rob Schneider, Chris Witaske, Joe "Roman Reigns" Anoai, Molly Sims                                        | SUA                                   | [ 60 ]                                    |
| Timmy Failure: Mistakes Were Made      | Tom McCarthy                               | Winslow Fegley, Ophelia Lovibond, Craig Robinson, Wallace Shawn | SUA                                   | comedie pentru copii                      |
| To All the Boys: P.S. I Still Love You | Michael Fimognari                          | Lana Condor, Noah Centineo, Jordan Fisher, Anna Cathcart, Janel Parrish, Ross Butler, Madeleine Arthur, Emilija Baranac, Trezzo Mahoro, Holland Taylor, Sarayu Blue, John Corbett                 | SUA                                   | comedie romantică                         |
| Tolo Tolo                              | Luca Medici                                | Checco Zalone, Souleymane Sylla, Manda Touré, Nassor Said Birya, Barbara Bouchet | Italia                                |                                           |
| Trolls: World Tour                     | Walt Dohrn                                 | Anna Kendrick, Justin Timberlake, Rachel Bloom, James Corden, Ron Funches, Kelly Clarkson, Anderson .Paak, Sam Rockwell, George Clinton, Mary J. Blige                                            | SUA                                   | comedie muzicală de animație              |
| Valley Girl                            | Rachel Lee Goldenberg                      | Jessica Rothe, Josh Whitehouse, Mae Whitman, Judy Greer, Alicia Silverstone | SUA                                   | comedie romantică muzicală                |
| Un tataie de coșmar                    | Tim Hill                                   | Robert De Niro, Oakes Fegley, Uma Thurman, Rob Riggle, Laura Marano, Cheech Marin, Jane Seymour, Christopher Walken                                                                               | SUA                                   | [ 65 ]                                    |
| Work It                                | Laura Terruso                              | Sabrina Carpenter, Liza Koshy, Keiynan Lonsdale, Michelle Buteau, Jordan Fisher | SUA                                   | [ 66 ]                                    |

## 2021
| Titlu                                       | Regizor                     | Distribuție | Țara        | Note                           |
| ------------------------------------------- | --------------------------- | --- | ----------- | ------------------------------ |
| 14 Phere                                    | Devanshu Singh              | Vikrant Massey, Kriti Kharbanda | India       | comedie romantică              |
| Aaraattu                                    | B. Unnikrishnan             | Mohanlal | India       | comedie de acțiune             |
| Barb and Star Go to Vista Del Mar           | Josh Greenbaum              | Kristen Wiig, Annie Mumolo, Jamie Dornan, Wendi McLendon-Covey, Damon Wayans Jr. | SUA         | [ 68 ]                         |
| Bhool Bhulaiyaa 2                           | Anees Bazmee                | Kartik Aaryan, Tabu, Kiara Advani | India       | comedie de groază              |
| Big Red Envelope                            | Li Kelong                   | Bao Bei'er, Clara Lee | China       | comedie romantică              |
| Breaking News in Yuba County                | Tate Taylor                 | Allison Janney, Mila Kunis, Regina Hall, Awkwafina, Wanda Sykes, Juliette Lewis | SUA         | [ 71 ]                         |
| Clifford the Big Red Dog                    | Walt Becker                 | Darby Camp, Jack Whitehall, David Alan Grier, Kenan Thompson, Rosie Perez, John Cleese | SUA         | comedie de familie             |
| Coming 2 America                            | Craig Brewer                | Eddie Murphy, Arsenio Hall, Jermaine Fowler, Leslie Jones, Tracy Morgan, KiKi Layne, Shari Headley, John Amos, Teyana Taylor, Wesley Snipes, James Earl Jones                                                                                  | SUA         | [ 73 ]                         |
| Cop Secret                                  | Hannes Þór Halldórsson      | Auðunn Blöndal, Egill Einarsson, Björn Hlynur Haraldsson and Steinunn Ólína Þorsteinsdóttir | Islanda     | comedie de acțiune             |
| Doblemente embarazada                       | Eduardo Mendoza de Echave   | Carolina Cano, Andrés Wiese, Nicolás Galindo, Daniela Camaiora | Peru        | [ 74 ]                         |
| Don't Look Up                               | Adam McKay                  | Jennifer Lawrence, Leonardo DiCaprio, Cate Blanchett, Rob Morgan, Meryl Streep, Jonah Hill, Himesh Patel, Timothée Chalamet, Ariana Grande, Scott Mescudi, Matthew Perry, Tomer Sisley, Tyler Perry, Melanie Lynskey, Ron Perlman, Chris Evans | SUA         | [ 75 ]                         |
| Fatherhood                                  | Paul Weitz                  | Kevin Hart, Alfre Woodard, Lil Rel Howery, DeWanda Wise, Anthony Carrigan, Paul Reiser | SUA         | comedie dramatică              |
| Flora & Ulysses                             | Lena Khan                   | Matilda Lawler, Alyson Hannigan, Ben Schwartz, Benjamin Evan Ainsworth, Danny Pudi | SUA         | comedie de familie             |
| Free Guy                                    | Shawn Levy                  | Ryan Reynolds, Jodie Comer, Joe Keery, Utkarsh Ambudkar, Taika Waititi | SUA         | comedie de acțiune             |
| Ghostbusters: Afterlife                     | Jason Reitman               | Carrie Coon, Finn Wolfhard, Mckenna Grace, Paul Rudd, Dan Aykroyd, Bill Murray, Ernie Hudson | SUA         | [ 79 ]                         |
| Good on Paper                               | Kimmy Gatewood              | Iliza Shlesinger, Ryan Hansen, Margaret Cho, Rebecca Rittenhouse | SUA         | [ 80 ]                         |
| He's All That                               | Mark Waters                 | Addison Rae, Tanner Buchanan, Myra Molloy, Madison Pettis, Peyton Meyer, Isabella Crovetti, Rachael Leigh Cook, Annie Jacob | SUA         | comedie romantică              |
| Hi, Mom                                     | Jia Ling                    | Jia Ling, Shen Teng, Chen He, Zhang Xiaofei | China       | [ 82 ]                         |
| Home Sweet Home Alone                       | Dan Mazer                   | Archie Yates, Ellie Kemper, Rob Delaney, Aisling Bea, Kenan Thompson, Pete Holmes, Ally Maki, Chris Parnell, Max Ivutin, Maddie Holliday, Aiden Wang, Allan Wang, Esther Povitsky, Jordan Carlos                                               | SUA         | [ 83 ]                         |
| Lady of the Manor                           | Justin Long, Christian Long | Melanie Lynskey, Judy Greer, Justin Long, Ryan Phillippe, Luis Guzmán, Patrick Duffy | SUA         | comedie fantastică             |
| Locked Down                                 | Doug Liman                  | Anne Hathaway, Chiwetel Ejiofor, Ben Stiller, Stephen Merchant, Dulé Hill, Jazmyn Simon, Mark Gatiss, Mindy Kaling, Ben Kingsley, Lucy Boynton                                                                                                 | SUA         | comedie romantică              |
| Medias hermanas                             | Ani Alva Helfer             | Gianella Neyra, Magdyel Ugaz, Tiago Correa, Leonardo Torres Vilar, Nacho Di Marco, Thiago Vernal, Miguel Dávalos | Peru        | [ 86 ]                         |
| Peter Rabbit 2: The Runaway                 | Will Gluck                  | James Corden, Elizabeth Debicki, Margot Robbie, Aimee Horne, Colin Moody, Domhnall Gleeson, Rose Byrne, David Oyelowo | SUA         | [ 87 ]                         |
| Princess DayaReese                          | Barry Gonzalez              | Maymay Entrata, Edward Barber | Philippines | comedie romantică              |
| Rang De                                     | Venky Atluri                | Nithiin, Keerthy Suresh | India       | comedie romantică              |
| Red Notice                                  | Rawson Marshall Thurber     | Dwayne Johnson, Ryan Reynolds, Gal Gadot, | SUA         | comedie de acțiune             |
| Rumble                                      | Hamish Grieve               | Will Arnett, Terry Crews, Geraldine Viswanathan, Joe "Roman Reigns" Anoa'i, Tony Danza, Becky Lynch, Susan Kelechi Watson, Stephen A. Smith, Jimmy Tatro, Ben Schwartz                                                                         | SUA         | comedie de animație            |
| SHai să cântăm din nou!                     | Garth Jennings              | Matthew McConaughey, Reese Witherspoon, Seth MacFarlane, Scarlett Johansson, Nick Kroll, Taron Egerton, Tori Kelly | SUA         | comedie muzicală de animație   |
| South Park: Post Covid                      | Trey Parker Matt Stone      | Trey Parker, Matt Stone | SUA         | comedie de animație, film TV   |
| South Park: Post COVID: The Return of COVID | Trey Parker Matt Stone      | Trey Parker, Matt Stone | SUA         | comedie de animație, film TV   |
| Space Jam: O nouă eră                       | Malcolm D. Lee              | LeBron James, Cedric Joe, Don Cheadle, Sonequa Martin-Green, Jeff Bergman, Eric Bauza, Zendaya, Bob Bergen, Candi Milo, Gabriel Iglesias, Fred Tatasciore, Jim Cummings, Paul Julian                                                           | SUA         | [ 92 ]                         |
| Familia Addams 2                            | Greg Tiernan                | Oscar Isaac, Charlize Theron, Chloë Grace Moretz, Javon Walton, Nick Kroll, Snoop Dogg, Bette Midler, Bill Hader | SUA         | comedie de animație            |
| The Boss Baby: Family Business              | Tom McGrath                 | Alec Baldwin, James Marsden, Amy Sedaris, Ariana Greenblatt, Eva Longoria, Jimmy Kimmel, Lisa Kudrow, Jeff Goldblum | SUA         | comedie de familie de animație |
| The Hitman's Wife's Bodyguard               | Patrick Hughes              | Ryan Reynolds, Samuel L. Jackson, Salma Hayek, Frank Grillo, Richard E. Grant | SUA         | comedie de acțiune             |
| The King's Man: Începutul                   | Matthew Vaughn              | Ralph Fiennes, Harris Dickinson, Gemma Arterton, Rhys Ifans | SUA         | comedie de acțiune             |
| Cabina de săruturi 3                        | Vince Marcello              | Joey King, Joel Courtney, Jacob Elordi, Maisie Richardson-Sellers, Taylor Zakhar Perez, Molly Ringwald | SUA         | comedie romantică              |
| Ultimul mercenar                            | David Charhon               | Jean-Claude Van Damme, Alban Ivanov, Assa Sylla, Samir Decazza | SUA         | comedie de acțiune             |
| The Last Warrior: Root of Evil              | Dmitriy Dyachenko           | Viktor Khorinyak, Mila Sivatskaya, Ekaterina Vilkova, Elena Yakovleva, Konstantin Lavronenko, Sergey Burunov, Yelena Valyushkina, Kirill Zaytsev, Timofey Tribuntsev, Garik Kharlamov                                                          | Russia      | comedie fantastică             |
| The Last Warrior 3                          | Dmitriy Dyachenko           | Viktor Khorinyak, Mila Sivatskaya, Ekaterina Vilkova, Elena Yakovleva, Konstantin Lavronenko, Sergey Burunov, Yelena Valyushkina, Kirill Zaytsev, Garik Kharlamov, Timofey Tribuntsev                                                          | Russia      | comedie fantastică             |
| Un schimb regal 3                           | Michael Rohl                | Vanessa Hudgens, Sam Palladio, Nick Sagar | SUA         | comedie romantică              |
| Red Rocket                                  | Sean Baker                  | Simon Rex, Bree Elrod, Suzanna Son | SUA         | Comedie neagră                 |
| Graurul                                     | Theodore Melfi              | Melissa McCarthy, Chris O'Dowd, Kevin Kline, Timothy Olyphant, Daveed Diggs, Skyler Gisondo, Loretta Devine, Laura Harrier, Rosalind Chao, Kimberly Quinn                                                                                      | SUA         | comedie fantastică-Drama       |
| Forța Tunetului                             | Ben Falcone                 | Melissa McCarthy, Octavia Spencer, Pom Klementieff, Melissa Leo | SUA         | [ 98 ]                         |
| Tuturor băieților: A ta veșnic              | Michael Fimognari           | Lana Condor, Noah Centineo | SUA         | comedie romantică              |
| Tom și Jerry la New York                    | Tim Story                   | William Hanna, Mel Blanc, June Foray, Chloë Grace Moretz, Michael Peña, Ken Jeong, Rob Delaney | SUA         | [ 103 ]                        |
| Ziua lui „Da”                               | Miguel Arteta               | Jennifer Garner, Édgar Ramírez, Jenna Ortega | SUA         | [ 98 ]                         |
| Werewolves Within                           | Josh Ruben                  | Sam Richardson, Michael Chernus, Michaela Watkins, Cheyenne Jackson, Milana Vayntrub, George Basil, Sarah Burns, Catherine Curtin, Wayne Duvall, Harvey Guillén, Rebecca Henderson                                                             | SUA         | comedie de groază              |
| Zombie Reddy                                | Prasanth Varma              | Sajja Teja, Anandhi, Daksha Nagarkar | India       | comedie de groază              |

## 2022
| Titlu                                  | Regizor                                    | Distribuție | Țara              | Note                                                         |
| -------------------------------------- | ------------------------------------------ | --- | ----------------- | ------------------------------------------------------------ |
| 13: The Musical                        | Tamra Davis                                | Eli Golden, Frankie McNellis, JD McCrary, Josh Peck, Peter Hermann, Debra Messing, Rhea Perlman | SUA               | comedie muzicală                                             |
| A Man Called Otto                      | Marc Forster                               | Tom Hanks, Mariana Treviño, Rachel Keller, Manuel Garcia-Rulfo | SUA               | comedie dramatică                                            |
| About Fate                             | Maryus Vaysberg                            | Emma Roberts, Thomas Mann, Britt Robertson, Madelaine Petsch, Wendie Malick, Cheryl Hines, Lewis Tan | SUA               | comedie romantică                                            |
| The Adam Project                       | Shawn Levy                                 | Ryan Reynolds, Mark Ruffalo, Jennifer Garner, Walker Scobell, Catherine Keener, Zoe Saldana | SUA               | comedie SF de acțiune                                        |
| Amsterdam                              | David O. Russell                           | Christian Bale, Margot Robbie, John David Washington, Chris Rock, Anya Taylor-Joy, Zoe Saldaña, Mike Myers, Michael Shannon, Timothy Olyphant, Andrea Riseborough, Taylor Swift, Matthias Schoenaerts, Alessandro Nivola, Rami Malek, Robert De Niro                                                                        | SUA               | Comedie de mister                                            |
| Another Me                             | Gao Ke                                     | Ma Li, Chang Yuan, Ai Lun, Wei Xiang | China             | [ 111 ]                                                      |
| Anything's Possible                    | Billy Porter                               | Eva Reign, Abubakr Ali, Renée Elise Goldsberry | SUA               | comedie romantică                                            |
| Beavis and Butt-Head Do the Universe   | John Rice, Albert Calleros                 | Mike Judge, Gary Cole, Nat Faxon, Chi McBride, Andrea Savage | SUA               | comedie SF de animație                                       |
| Bhediya                                | Amar Kaushik                               | Varun Dhawan, Kriti Sanon, Deepak Dobriyal, Abhishek Banerjee | India             | comedie de groază                                            |
| Bob's Burgers: The Movie               | Loren Bouchard                             | H. Jon Benjamin, Dan Mintz, Eugene Mirman, Larry Murphy, John Roberts, Kristen Schaal | SUA               | comedie muzicală de animație                                 |
| Bros                                   | Nicholas Stoller                           | Billy Eichner, Luke Macfarlane, Ts Madison, Miss Lawrence, Symone, Guillermo Diaz, Guy Branum | SUA               | [ 116 ]                                                      |
| Cheaper by the Dozen                   | Gail Lerner                                | Gabrielle Union, Zach Braff, Erika Christensen | SUA               | comedie de familie                                           |
| Chip 'n Dale: Rescue Rangers           | Akiva Schaffer                             | John Mulaney, Andy Samberg, Will Arnett, Eric Bana, Keegan-Michael Key, Seth Rogen, J.K. Simmons, KiKi Layne | SUA               | [ 118 ]                                                      |
| Cosas de amigos                        | Giovanni Ciccia                            | Rodrigo Sánchez Patiño, Bruno Ascenzo, Óscar López Arias, Gisela Ponce de León, Emilia Drago, Miguel Dávalos | Peru              | [ 119 ]                                                      |
| DC League of Super-Pets                | Jared Stern                                | Dwayne Johnson, Kevin Hart, Kate McKinnon, John Krasinski, Vanessa Bayer, Natasha Lyonne, Diego Luna, Keanu Reeves | SUA               | comedie cu supereroi, de animație                            |
| Disenchanted                           | Adam Shankman                              | Amy Adams, Patrick Dempsey, James Marsden, Idina Menzel, Yvette Nicole Brown, Jayma Mays, Oscar Nunez, Maya Rudolph | SUA               | comedie romantică, muzicală, fantastică                      |
| Do Revenge                             | Jennifer Kaytin Robinson                   | Camila Mendes, Maya Hawke | SUA               | Comedie neagră                                               |
| Dog                                    | Channing Tatum, Reid Carolin               | Channing Tatum, Q'orianka Kilcher | SUA               | [ 123 ]                                                      |
| Don't Call Me Spinster 2               | Ani Alva Helfer                            | Patricia Barreto, André Silva | Peru              | [ 124 ]                                                      |
| Easter Sunday                          | Jay Chandrasekhar                          | Jo Koy | SUA               | [ 125 ]                                                      |
| Encintados                             | Gianfranco Quattrini                       | Magdyel Ugaz, Ximena Palomino, Benjamín Amadeo | Peru, Argentina   | comedie romantică                                            |
| Everything Everywhere All at Once      | Daniel Kwan and Daniel Scheinert           | Michelle Yeoh, Stephanie Hsu, Ke Huy Quan, Jenny Slate, Harry Shum Jr., James Hong, Jamie Lee Curtis | SUA               | comedie dramatică                                            |
| Hocus Pocus 2                          | Anne Fletcher                              | Bette Midler, Sarah Jessica Parker, Kathy Najimy, Sam Richardson, Doug Jones, Whitney Peak, Belissa Escobedo, Tony Hale, Hannah Waddingham | SUA               | [ 128 ]                                                      |
| Hotel Transylvania: Transformania      | Jennifer Kluska, Derek Drymon              | Brian Hull, Andy Samberg, Selena Gomez, Kathryn Hahn, Keegan-Michael Key, Steve Buscemi, David Spade | SUA               | comedie fantastică de familie de animație                    |
| It's a Fat World                       | Sandro Ventura                             | Micky Vargas, Daniela Feijoó, Renzo Schuller, Jesús Alzamora | Peru              | comedie romantică                                            |
| Jackass Forever                        | Jeff Tremaine                              | Johnny Knoxville, Steve-O, Jason "Wee Man" Acuña, Preston Lacy, Chris Pontius, Ehren McGhehey, Dave England | SUA               | [ 131 ]                                                      |
| KillRoy Was Here                       | Kevin Smith                                | Azita Ghanizada, Ryan O'Nan, Harley Quinn Smith, Chris Jericho, Justin Kucsulain | SUA               | comedie de groază                                            |
| Kung Fu Ghost                          | Jennifer N. Linch                          | Jennifer N. Linch, Noah Sargent, Mark Atkinson, Amber Grayson, David S. Dawson, Whitney Wegman-Wood | SUA               | comedie de acțiune                                           |
| La banda presidencial                  | Eduardo Mendoza de Echave                  | Emilram Cossio, Giovanni Ciccia, Andrés Salas, Haysen Percovich, Christian Ysla | Peru              | Comedie de crimă                                             |
| Laal Singh Chaddha                     | Advait Chandan                             | Aamir Khan, Kareena Kapoor, Vijay Sethupathi | India             | comedie dramatică                                            |
| Let's Tie the Knot, Honey!             | Pedro Flores Maldonado                     | Yiddá Eslava, Julián Zucchi, Andrés Salas, Magdyel Ugaz, Pietro Sibille | Peru              | comedie romantică                                            |
| Luck                                   | Peggy Holmes                               | Jane Fonda, Whoopi Goldberg | SUA               | comedie fantastică de animație                               |
| Marry Me                               | Kat Coiro                                  | Jennifer Lopez, Owen Wilson, Maluma, John Bradley, Sarah Silverman | SUA               | comedie romantică                                            |
| The Man from Toronto                   | Patrick Hughes                             | Kevin Hart, Woody Harrelson, Kaley Cuoco, Jasmine Mathews, Lela Loren, Pierson Fodé, Jencarlos Canela, Ellen Barkin | SUA               | comedie de acțiune                                           |
| Me Time                                | John Hamburg                               | Kevin Hart, Mark Wahlberg, Regina Hall, Luis Gerardo Méndez, Jimmy O. Yang | SUA               | [ 140 ]                                                      |
| Minions: The Rise of Gru               | Kyle Balda, Jonathan del Val, Brad Ableson | Pierre Coffin, Steve Carell, Taraji P. Henson, Michelle Yeoh, RZA, Jean-Claude Van Damme, Lucy Lawless, Dolph Lundgren, Danny Trejo, Russell Brand, Julie Andrews, Alan Arkin | SUA               | comedie de animație                                          |
| My Best Friend's Exorcism              | Damon Thomas                               | Elsie Fisher, Amiah Miller, Rachel Ogechi Kanu, Cathy Ang, Clayton Royal Johnson, Nathan Anderson, Cynthia Evans, Christopher Lowell | SUA               | comedie de groază                                            |
| Paws of Fury: The Legend of Hank       | Rob Minkoff Mark Koetsier                  | Michael Cera, Samuel L. Jackson, Ricky Gervais, Mel Brooks, George Takei, Djimon Hounsou, Michelle Yeoh, Cathy Shim, Kylie Kuioka, Gabriel Iglesias, Aasif Mandvi | SUA, Regatul Unit | comedie de animație                                          |
| Puss in Boots: The Last Wish           | Joel Crawford                              | Antonio Banderas, Salma Hayek, Olivia Colman, Harvey Guillén, Samson Kayo, Wagner Moura, Anthony Mendez, John Mulaney, Florence Pugh, Da'Vine Joy Randolph, Ray Winstone | SUA               | comedie fantastică de animație                               |
| Rosaline                               | Karen Maine                                | Kaitlyn Dever, Isabela Merced, Kyle Allen, Bradley Whitford, Minnie Driver | SUA               | comedie romantică                                            |
| Secret Headquarters                    | Henry Joost, Ariel Schulman                | Owen Wilson, Michael Peña, Jesse Williams | SUA               | Comedie cu supereroi                                         |
| Senior Year                            | Alex Hardcastle                            | Rebel Wilson, Mary Holland, Sam Richardson, Zoë Chao, Justin Hartley, Chris Parnell | SUA               | [ 147 ]                                                      |
| Sneakerella                            | Elizabeth Allen Rosenbaum                  | Chosen Jacobs, Lexi Underwood | SUA               | comedie muzicală                                             |
| Sonic the Hedgehog 2                   | Jeff Fowler                                | Ben Schwartz, James Marsden, Tika Sumpter, Adam Pally, Natasha Rothwell, Shemar Moore, Jim Carrey | SUA               | comedie de acțiune-aventură, animație hibridă                |
| South Park: The Streaming Wars         | Trey Parker Matt Stone                     | Trey Parker, Matt Stone | SUA               | comedie de animație                                          |
| South Park: The Streaming Wars Part 2  | Trey Parker Matt Stone                     | Trey Parker, Matt Stone | SUA               | comedie de animație                                          |
| Spirited                               | Sean Anders                                | Will Ferrell, Ryan Reynolds, Octavia Spencer | SUA               | comedie muzicală                                             |
| Sugar en aprietos                      | José Salinas                               | Alessandra Fuller, David Zepeda, Patricia Portocarrero, Yvonne Frayssinet, Maju Mantilla, Andrés Vílchez, Joaquín Escobar, Andrea Luna, Haydeé Cáceres, Olga Zumarán, Kukuli Morante, Valeria Piazza, Austin Palao, Ricardo Rondón, Tito Vega, Leslie Stewart, Javier Valdés, José Dammert, Matías Raygada, Mariano Ramírez | Peru              | [ 151 ]                                                      |
| Tall Girl 2                            | Emily Ting                                 | Ava Michelle, Griffin Gluck, Sabrina Carpenter, Anjelika Washington, Luke Eisner, Clara Wilsey, Rico Paris, Jan Luis Castellanos, Angela Kinsey, Steve Zahn | SUA               | comedie romantică                                            |
| The Bad Guys                           | Pierre Perifel                             | Sam Rockwell, Awkwafina, Anthony Ramos, Marc Maron, Craig Robinson, Zazie Beetz, Lilly Singh, Alex Borstein, Richard Ayoade | SUA               | comedie de animație                                          |
| The Monroy Affaire                     | Josué Méndez                               | Damián Alcázar, María Zubiri, Olivia Manrufo, Maryloly López, Grapa Paola, Liliana Trujillo, Lia Camilo, Wendy Vázquez | Peru, Argentina   | comedie neagră, tragicomedie                                 |
| The Out-Laws                           | Tyler Spindel                              | Adam Devine, Pierce Brosnan, Ellen Barkin, Nina Dobrev, Michael Rooker, Poorna Jagannathan, Julie Hagerty, Richard Kind, Lil Rel Howery, Blake Anderson | SUA               | comedie de acțiune                                           |
| The Takedown                           | Louis Leterrier                            | Omar Sy, Laurent Lafitte, Izïa Higelin | France            | comedie de acțiune                                           |
| The Valet                              | Richard Wong                               | Eugenio Derbez, Samara Weaving | SUA               | comedie romantică                                            |
| Thor: Love and Thunder                 | Taika Waititi                              | Chris Hemsworth, Tessa Thompson, Natalie Portman, Christian Bale, Chris Pratt, Jaimie Alexander, Pom Klementieff, Dave Bautista, Karen Gillan | SUA               | comedie de acțiune fantezie cu supereroi                     |
| Ticket to Paradise                     | Ol Parker                                  | George Clooney, Julia Roberts, Kaitlyn Dever, Billie Lourd | SUA               | comedie romantică                                            |
| Too Cool to Kill                       | Xing Wenxiong                              | Wei Xiang, Ma Li | China             | comedie de acțiune thriller                                  |
| Wendell & Wild                         | Henry Selick                               | Keegan-Michael Key, Jordan Peele, Lyric Ross, Angela Bassett, James Hong, Sam Zelaya, Tamara Smart, Seema Virdi, Ramona Young, Ving Rhames | SUA               | comedie de groază, fantezie întunecată, animație stop motion |
| When You Finish Saving the World       | Jesse Eisenberg                            | Finn Wolfhard, Julianne Moore, Alisha Boe, Jay O. Sanders, Eleonore Hendricks | SUA               | comedie dramatică                                            |
| Where's The Right Girl                 | Daniel Vega                                | César Ritter, Magdyel Ugaz, Vadhir Derbez, Fiorella Pennano, Gustavo Bueno, Grapa Paola | Peru              | [ 163 ]                                                      |
| White Noise                            | Noah Baumbach                              | Adam Driver,Greta Gerwig, Don Cheadle | SUA               | comedie dramatică                                            |
| Who Said Detox?                        | Rosa María Santisteban                     | Luciana Blomberg, Jimena Lindo, Korina Rivadeneira, Maju Mantilla, Gachi Rivero, Andrés Vilchez, Francisco Andrade, Ximena Rodríguez | Peru              | [ 165 ]                                                      |
| Willaq Pirqa, the Cinema of My Village | César Galindo                              | Víctor Acurio, Hermelinda Luján, Melisa Álvarez, Alder Yaurisaca | Peru, Bolivia     | comedie dramatică                                            |

## 2023
| Titlu                                       | Regizor                                              | Distribuție | Țara                     | Note                                       |
| ------------------------------------------- | ---------------------------------------------------- | --- | ------------------------ | ------------------------------------------ |
| ¡Asu mare! Los amigos                       | Carlos Alcántara                                     | Andrés Salas, Franco Cabrera, Emilram Cossio, Miguel Vergara | Peru                     | [ 167 ]                                    |
| Ant-Man and the Wasp: Quantumania           | Peyton Reed                                          | Paul Rudd, Michael Douglas, Evangeline Lilly, Michelle Pfeiffer, Jonathan Majors, Kathryn Newton | SUA                      | comedie științifico-fantastică de acțiune  |
| Anyone but You                              | Will Gluck                                           | Sydney Sweeney, Glen Powell, Alexandra Shipp, GaTa | SUA                      | comedie romantică                          |
| Are You There God? It's Me, Margaret.       | Kelly Fremon Craig                                   | Rachel McAdams, Abby Ryder Fortson, Kathy Bates | SUA                      | comedie dramatică                          |
| Bad Behaviour                               | Alice Englert                                        | Jennifer Connelly, Alice Englert, Dasha Nekrasova | Noua Zeelandă            | [ 171 ]                                    |
| Barbie                                      | Greta Gerwig                                         | Margot Robbie, Ryan Gosling, America Ferrera | SUA, Regatul Unit        | comedie fantastică                         |
| Beau Is Afraid                              | Ari Aster                                            | Joaquin Phoenix, Nathan Lane, Patti LuPone, Amy Ryan, Kylie Rogers, Parker Posey, Stephen McKinley Henderson, Hayley Squires, Michael Gandolfini, Zoe Lister-Jones, Richard Kind | SUA                      | comedie de groază                          |
| Ben & Lacy                                  | Michael Shacket                                      | Morgan Overley, Michael Shacket, Carolyn Trahan, ShaShaty, Meigan Moncus, Jaycob Maya, Will Spencer, Carolyne Weiss, Stephen Neider, Sheil Choksi, Bobby Freeman and Matthew J. Tucker | SUA                      | comedie romantică                          |
| Bottoms                                     | Emma Seligman                                        | Rachel Sennott, Ayo Edebiri, Marshawn Lynch, Ruby Cruz, Havana Rose Liu, Kaia Gerber, Nicholas Galitzine, Miles Fowler, Dagmara Dominczyk, Punkie Johnson | SUA                      | comedie de satiră pentru adolescenți       |
| Candy Cane Lane                             | Reginald Hudlin                                      | Eddie Murphy, Tracee Ellis Ross, Robin Thede, Nick Offerman, Jillian Bell, Chris Redd | SUA                      | [ 175 ]                                    |
| Champions                                   | Bobby Farrelly                                       | Woody Harrelson, Kaitlin Olson, Ernie Hudson | SUA                      | comedie dramatică                          |
| Cocaine Bear                                | Elizabeth Banks                                      | Keri Russell, Alden Ehrenreich, O'Shea Jackson Jr. | SUA                      | comedie de groază                          |
| Daaaaaalí!                                  | Quentin Dupieux                                      | Gilles Lellouche, Anaïs Demoustier, Édouard Baer, Jonathan Cohen, Pio Marmaï, Didier Flamand | France                   | [ 178 ]                                    |
| Dashing Through the Snow                    | Tim Story                                            | Lil Rel Howery, Chris "Ludacris" Bridges, Madison Skye Validum, Teyonah Parris, Oscar Nunez | SUA                      | [ 179 ]                                    |
| Dream Girl 2                                | Raaj Shaandilyaa                                     | Ayushmann Khurrana, Ananya Panday, Paresh Rawal | India                    | comedie dramatică                          |
| Dungeons & Dragons: Honor Among Thieves     | John Francis Daley, Jonathan Goldstein               | Chris Pine, Michelle Rodriguez, Justice Smith, Regé-Jean Page, Hugh Grant, Sophia Lillis | SUA                      | comedie fantastică de acțiune de aventuri  |
| El Año del Tigre                            | Yasser Michelén                                      | Carlos Alcántara, Wendy Ramos, Frank Perozo, Gonzalo Torres, Andrea Sofia Pimentel, Jossi Martínez, Salvador Perez Martinez, Nashla Bogaert, Luinis Olaverria, Vicente Santos, Ana Maria Arias | Peru. Dominican Republic | Comedie de crimă                           |
| Family Switch                               | McG                                                  | Jennifer Garner, Ed Helms, Emma Myers, Brady Noon | SUA                      | [ 183 ]                                    |
| Five Hundred Miles                          | Su Lun                                               | Lei Jiayin, Zhang Xiaofei, Zhang Youhao⁠(zh)[traduceți] | China                    | comedie fantastică                         |
| Fool's Paradise                             | Charlie Day                                          | Charlie Day, Ken Jeong, Kate Beckinsale, Adrien Brody, Jason Sudeikis, Edie Falco, Jason Bateman, Common, Ray Liotta | SUA                      | [ 185 ]                                    |
| Freedom, Wisconsin                          | Molly Preston                                        | Aimee La Joie, Stephen George, Melissa Shoshahi, Michelle Renee Thompson, Cory Hardin, Jessica Ambuehl, Richard Baiker, John Clark | SUA                      | [ 186 ]                                    |
| Good Burger 2                               | Phil Traill                                          | Kenan Thompson, Kel Mitchell, Jillian Bell, Lil Rel Howery | SUA                      | [ 187 ]                                    |
| Guardians of the Galaxy Vol. 3              | James Gunn                                           | Chris Pratt, Zoe Saldaña, Dave Bautista, Vin Diesel, Bradley Cooper, Karen Gillan, Pom Klementieff, Elizabeth Debicki, Sean Gunn, Sylvester Stallone, Will Poulter, Chukwudi Iwuji, Maria Bakalova | SUA                      | Comedie cu supereroi                       |
| Haunted Mansion                             | Justin Simien                                        | LaKeith Stanfield, Rosario Dawson, Owen Wilson, Danny Devito, Tiffany Haddish, Jamie Lee Curtis | SUA                      | comedie de groază                          |
| Hemet, or the Landlady Don't Drink Tea      | Tony Olmos                                           | Kimberly Weinberger, Brian Patrick Butler, Aimee La Joie, Randy Davison, Merrick McCartha, Matthew Rhodes, Nick Young, Pierce Wallace, Derrick Acosta, Mark Atkinson | SUA                      | Comedie neagră                             |
| How to Deal With a Heartbreak               | Joanna Lombardi                                      | Gisela Ponce de León, Karina Jordán, Jely Reátegui, Christopher von Uckermann, Carlos Carlín, Jason Day, Andrés Salas, Salvador del Solar, Norma Martínez, Ana María Orozco | Peru, Argentina          | [ 191 ]                                    |
| It's a Wonderful Knife                      | Tyler MacIntyre                                      | Jane Widdop, Joel McHale, Katharine Isabelle, Justin Long | SUA                      | comedie de Crăciun de groază               |
| La peor de mis bodas 3                      | Adolfo Aguilar                                       | Gabriel Soto, Laura Zapata, Maricarmen Marín, Ismael La Rosa, Milett Figueroa, Thiago Vernal, Carlos Casella, Francisco Cabrera, Canela China y Fernando Bakovic | Peru                     | [ 193 ]                                    |
| Señora influencer                           | Carlos Campos-Santos                                 | Mónica Huarte, Renata Molinar, Diana Carreiro, Memo Dorantes, Macarena García, Leonardo Daniel, Bárbara Lombardo, Mau Nieto, Daniela Peña, Sandra Burgos, Christian Uribe, Michelle Durán, Ángel Escarcega, Michael Cohn, Alejandro de la Madrid, Paola Rojas | Mexic                    | comedie neagră de satiră, thriller         |
| De Caperucita a loba                        | Chus Gutiérrez                                       | Marta González de Vega, Berto Romero, David Guapo, José Mota, Antonio Resines, Elena Irureta, Melania Urbina, Marco Zunino | Spania, Peru             | [ 195 ]                                    |
| Migration                                   | Benjamin Renner                                      | Kumail Nanjiani, Elizabeth Banks, Keegan-Michael Key, Awkwafina, Danny DeVito | SUA                      | comedie de animație                        |
| Murder Mystery 2                            | Jeremy Garelick                                      | Adam Sandler, Jennifer Aniston | SUA                      | Comedie de mister                          |
| Next Goal Wins                              | Taika Waititi                                        | Michael Fassbender, Elisabeth Moss, Kaimana, Beulah Koale, Rachel House, Uli Latukefu, Rhys Darby, Will Arnett | SUA                      | comedie dramatică                          |
| Night Courier                               | Ali Kalthami                                         | Mohamad Aldokhei, Mohammed Altawyan, Hajar Alshammari, Sarah Taibah, Abdullah Ahmad, Mohammed Algarawi, Layla Malik, Morouj, Abo Salu | Saudi Arabia             | Comedie neagră, de crimă, thriller         |
| No Hard Feelings                            | Gene Stupnitsky                                      | Jennifer Lawrence, Andrew Barth Feldman, Laura Benanti, Matthew Broderick, Ebon Moss-Bachrach, Kyle Mooney, Hasan Minhaj, Alysia Joy Powell | SUA                      | [ 200 ]                                    |
| No vayan!!                                  | Roger Asto León                                      | Pablo 'Melcochita' Villanueva and Miguel Barraza | Peru                     | [ 201 ]                                    |
| Pirú: A Golden Journey                      | Bismarck Rojas                                       | Emmanuel Soriano, Andrés Salas, Mateo Castrejón, María Teresa Tello, Pedro Olórtegui, Laura Adrianzén, Eliseo Arrieta, Martín Martínez | Peru                     | comedie dramatică                          |
| Prohibido salir                             | Sandro Ventura                                       | Anahí de Cárdenas, Renzo Schuller, Merly Morello, Facundo Vásquez de Velasco, Diego Lombardi, Laura Spoya, Maju Mantilla, Santiago Suárez, Luciana Fuster, Camucha Negrete, Fabiana Valcárcel, Fiorella Luna, David Carrillo, Liz Navarro, Alejandra Saba, Chiara Molina, Miguel Vargas | Peru                     | [ 203 ]                                    |
| Quiz Lady                                   | Jessica Yu                                           | Awkwafina, Sandra Oh, Will Ferrell | SUA                      | [ 204 ]                                    |
| Renfield                                    | Chris McKay                                          | Nicolas Cage, Nicholas Hoult, Awkwafina, Ben Schwartz, Adrian Martinez, Shohreh Aghdashloo, Bess Rous | SUA                      | comedie de groază                          |
| Robots                                      | Ant Hines, Casper Christensen                        | Shailene Woodley, Jack Whitehall, Nick Rutherford | SUA                      | comedie romantică SF                       |
| Ruby Gillman, Teenage Kraken                | Kirk DeMicco Faryn Pearl                             | Lana Condor, Toni Collette, Annie Murphy, Colman Domingo, Liza Koshy, Jaboukie Young-White, Blue Chapman, Will Forte, Ramona Young, Eduardo Franco, Jane Fonda, Sam Richardson | SUA                      | comedie de adolescenți de animație         |
| Shazam! Fury of the Gods                    | David F. Sandberg                                    | Zachary Levi, Asher Angel, Jack Dylan Grazer, Faithe Herman, Grace Fulton, Ian Chen, Jovan Armand, Marta Milans, Cooper Andrews, Rachel Zegler, Lucy Liu, Helen Mirren | SUA                      | comedie de familie fantezie cu supereroi   |
| Shotgun Wedding                             | Jason Moore                                          | Jennifer Lopez, Josh Duhamel, Jennifer Coolidge, Sonia Braga, Cheech Marin, D'Arcy Carden, Selena Tan, Lenny Kravitz, Desmin Borges, Alex Mallari Jr. | SUA                      | Comedie romantică de acțiune               |
| Single, Married, Widowed, Divorced          | Ani Alva Helfer                                      | Gianella Neyra, Katia Condos, Milene Vásquez, Patricia Portocarrero | Peru                     | [ 209 ]                                    |
| Sophie's Rules                              | Maritza Brikisak and Christina Tsialtas              | Maritza Brikisak, Saraphina Joachim, Keerthi Paikera, Lumen Beltran, Phil Trasolini, Marcio Moreno, Austin Trapp, Vince Song, Chelsea Thompson, Rohain Arora, Yvette Dudley-Neuman, Dan Zachary, Todd Hann, Justin Lacey, Kathryn Daniels, Seann Sheriland, Patrice Jefferson, Ian Crowe, Martin Cervantez, Mathew Fee, Joseph Findlay, Jen Hiltz, Nathaniel Postma, Abigail Snider, Ava Trasolini and Vader the Dog | Canada and the USA       | comedie dramatică                          |
| Spider-Man: Across the Spider-Verse         | Joaquim Dos Santos, Kemp Powers, Justin K. Thompson  | Oscar Isaac, Shameik Moore, Hailee Steinfeld, Jake Johnson, Brian Tyree Henry, Luna Lauren Vélez, Issa Rae, Jason Schwartzman | SUA                      | comedie cu supereroi, de animație          |
| Soy inocente                                | Pedro Flores Maldonado                               | Yiddá Eslava, Mariella Zanetti, Yarlo Ruiz, Rodolfo Carrión, Édgar Vivar, Pietro Sibille, Patricia Portocarrero, Eva Ayllón, Jorge Mena | Peru                     | Comedie de mister                          |
| Loli Tormenta                               | Agustí Villaronga                                    | Susi Sánchez, Joel Gálvez, Mor Ngom, Celso Bugallo | Spania                   | comedie dramatică                          |
| Strays                                      | Josh Greenbaum                                       | Will Ferrell, Jamie Foxx, Will Forte | SUA                      | [ 213 ]                                    |
| Vacaciones de verano (Summer Vacation)      | Santiago Segura                                      | Leo Harlem, Santiago Segura, Patricia Conde | Spania                   | [ 214 ]                                    |
| Teenage Mutant Ninja Turtles: Mutant Mayhem | Jeff Rowe                                            | Micah Abbey, Shamon Brown Jr., Nicolas Cantu, Brady Noon, Jackie Chan, Hannibal Buress, Rose Byrne, John Cena, Ice Cube, Natasia Demetriou, Ayo Edebiri, Giancarlo Esposito, Post Malone, Seth Rogen, Paul Rudd, Maya Rudolph | SUA                      | comedie cu supereroi, de animație          |
| The Erection of Toribio Bardelli            | Adrián Saba                                          | Gustavo Bueno, Gisela Ponce de León, Rodrigo Sánchez Patiño, Michele Abascal, Lucélia Santos | Peru, Brazilia           | Black comedy, tragicomedy                  |
| The Family Plan                             | Simon Cellan Jones                                   | Mark Wahlberg, Michelle Monaghan | SUA                      | comedie de acțiune                         |
| The Last Laugh                              | Gonzalo Ladines                                      | César Ritter, Gisela Ponce de León, Gianfranco Brero, Giselle Collao, Daniel Menacho, Job Mansilla, Hernán Romero, Gabriela Velásquez | Peru                     | [ 219 ]                                    |
| La película                                 | Max del Río                                          | Martín Méndez, Asaf Berrón, Jorge Castro Realpozo, Addy Arceo, Hernán Castelot, Francisco Elox, Juan Amaro | Mexic                    | [ 220 ]                                    |
| The Palace                                  | Roman Polanski                                       | Mickey Rourke, Joaquim de Almeida, John Cleese, Oliver Masucci, Fanny Ardant, Fortunato Cerlino, Alexander Petrov | Sweden                   | Black comedy                               |
| The Super Mario Bros. Movie                 | Aaron Horvath, Michael Jelenic                       | Chris Pratt, Anya Taylor-Joy, Charlie Day, Jack Black, Keegan-Michael Key, Seth Rogen, Fred Armisen, Kevin Michael Richardson, Sebastian Maniscalco, Charles Martinet | SUA                      | comedie de acțiune de aventură de animație |
| Trolls Band Together                        | Walt Dohrn                                           | Anna Kendrick, Justin Timberlake | SUA                      | comedie fantastică muzicală de animație    |
| We Are Zombies                              | François Simard, Anouk Whissell, Yoann-Karl Whissell | Alexandre Nachi, Derek Johns, Megan Peta Hill | Canada, France           | comedie de groază                          |
| Yannick                                     | Quentin Dupieux                                      | Raphaël Quenard, Pio Marmaï, Blanche Gardin | France                   | Black comedy                               |

## 2024
| Titlu                                   | Regizor                           | Distribuție | Țara                                    | Note                                          |
| --------------------------------------- | --------------------------------- | --- | --------------------------------------- | --------------------------------------------- |
| ¿Ahora somos 3? Sí, mi amor             | Pedro Flores Maldonado            | Yiddá Eslava, Julián Zucchi, Andrés Salas, Magdyel Ugaz, Pietro Sibille | Peru                                    | comedie romantică                             |
| Argylle                                 | Matthew Vaughn                    | Henry Cavill, Bryce Dallas Howard, Sam Rockwell | Regatul Unit, SUA                       | comedie de acțiune                            |
| Audrey                                  | Natalie Bailey                    | Jackie van Beek, Jeremy Lindsay Taylor, Josephine Blazier, Hannah Diviney, Aaron Fa'aoso, Fraser Anderson | Australia                               | Black comedy                                  |
| Bad Boys: Ride or Die                   | Adil & Bilall                     | Will Smith, Martin Lawrence, Vanessa Hudgens, Alexander Ludwig, Paola Núñez, Eric Dane, Ioan Gruffudd, Jacob Scipio, Melanie Liburd, Tasha Smith                                                                              | SUA                                     | comedie de acțiune                            |
| Beetlejuice Beetlejuice                 | Tim Burton                        | Michael Keaton, Winona Ryder, Catherine O'Hara, Jenna Ortega, Justin Theroux, Monica Bellucci, Willem Dafoe | SUA                                     | comedie fantastică de groază                  |
| Beverly Hills Cop: Axel F               | Mark Molloy                       | Eddie Murphy, Joseph Gordon-Levitt, Taylour Paige, Judge Reinhold, John Ashton, Paul Reiser, Bronson Pinchot | SUA                                     | comedie de acțiune                            |
| Chosen Family                           | Heather Graham                    | Heather Graham, John Brotherton, Julia Stiles | SUA                                     | comedie dramatică                             |
| Deadpool & Wolverine                    | Shawn Levy                        | Ryan Reynolds, Hugh Jackman | SUA                                     | comedie de acțiune                            |
| Despicable Me 4                         | Chris Renaud, Patrick Delage      | Steve Carell, Kirsten Wiig, Miranda Cosgrove, Steve Coogan, Pierre Coffin, Will Ferrell, Sofía Vergara, Joey King | SUA                                     | comedie de acțiune, de animație               |
| The Fabulous Four                       | Jocelyn Moorhouse                 | Susan Sarandon, Bette Midler, Megan Mullally, Sheryl Lee Ralph, Bruce Greenwood, Timothy V. Murphy, Michael Bolton | SUA                                     | [ 234 ]                                       |
| Fly Me to the Moon                      | Greg Berlanti                     | Scarlett Johansson, Channing Tatum, Nick Dillenburg, Anna Garcia, Jim Rash, Noah Robbins, Colin Woodell, Christian Zuber, Donald Elise Watkins, Ray Romano, Woody Harrelson                                                   | SUA                                     | comedie romantică dramatică                   |
| The Garfield Movie                      | Mark Dindal                       | Chris Pratt, Samuel L. Jackson, Ving Rhames, Nicholas Hoult, Hannah Waddingham, Cecily Strong | SUA                                     | comedie de animație                           |
| Vânătorii de fantome: Imperiul înghețat | Gil Kenan                         | Finn Wolfhard, Mckenna Grace, Carrie Coon, Paul Rudd, Ernie Hudson, Dan Aykroyd, Bill Murray | SUA                                     | comedie de groază                             |
| Goodrich                                | Hallie Meyers-Shyer               | Michael Keaton, Mila Kunis | SUA                                     | comedie dramatică                             |
| Harold and the Purple Crayon            | Carlos Saldanha                   | Zachary Levi, Lil Rel Howery, Zooey Deschanel, Ravi Patel, Camille Guaty, Tanya Reynolds, Pete Gardner | SUA                                     | comedie fantastică                            |
| The Idea of You                         | Michael Showalter                 | Anne Hathaway, Nicholas Galitzine | SUA                                     | Comedie romantică                             |
| IF                                      | John Krasinski                    | Ryan Reynolds, John Krasinski, Phoebe Waller-Bridge, Fiona Shaw, Steve Carell, Alan Kim, Cailey Fleming, Louis Gossett Jr., Bobby Moynihan                                                                                    | SUA                                     | comedie fantastică                            |
| Jackpot!                                | Paul Feig                         | Awkwafina, John Cena, Simu Liu | SUA                                     | comedie de acțiune                            |
| Kung Fu Panda 4                         | Mike Mitchell, Stephanie Ma Stine | Jack Black, Awkwafina, Bryan Cranston, James Hong, Ian McShane, Ke Huy Quan, Dustin Hoffman, Viola Davis | SUA                                     | comedie de arte marțiale, de animație         |
| Lisa Frankenstein                       | Zelda Williams                    | Kathryn Newton, Cole Sprouse, Liza Soberano, Henry Eikenberry, Joe Chrest, Carla Gugino | SUA                                     | comedie de groază                             |
| Mean Girls                              | Samantha Jayne, Arturo Perez Jr.  | Angourie Rice, Reneé Rapp, Auliʻi Cravalho | SUA                                     | [ 247 ]                                       |
| Not Another Church Movie                | Johnny Mack                       | Kevin Daniels, Jamie Foxx, Vivica A. Fox, Lamorne Morris, Tisha Campbell, Jasmine Guy, Lydia Styslinger, James Michael Cummings, Kyla Pratt                                                                                   | SUA                                     | film parodie                                  |
| Now There's 3 of Us? Sí, Mi Amor.       | Pedro Flores Maldonado            | Yiddá Eslava, Julián Zucchi, Andrés Salas, Magdyel Ugaz, Pietro Sibille | Peru                                    | comedie romantică                             |
| Quadrilateral                           | Daniel Rodríguez Risco            | Lizet Chávez, Amil Mikati, Gonzalo Molina, Valentina Saba, Fausto Molina, Gianfranco Brero | Peru                                    | comedie neagră dramatică thriller             |
| Misiunea Red One                        | Jake Kasdan                       | Dwayne Johnson, Chris Evans | SUA                                     | comedie de sărbători de acțiune de aventură   |
| Reunion                                 | Chris Nelson                      | Lil Rel Howery, Billy Magnussen, Jillian Bell, Jamie Chung, Michael Hitchcock, Nina Dobrev, Chace Crawford | SUA                                     | [ 252 ]                                       |
| Role Play                               | Thomas Vincent                    | Kaley Cuoco, David Oyelowo, Bill Nighy, Connie Nielsen | SUA, France, Germania                   | comedie de acțiune                            |
| Space Cadet                             | Liz W. Garcia                     | Emma Roberts, Tom Hopper, Poppy Liu, Gabrielle Union, Kuhoo Verma, Desi Lydic, Sebastián Yatra, Sam Robards, Dave Foley, Yasha Jackson                                                                                        | SUA                                     | [ 254 ]                                       |
| Sonic the Hedgehog 3                    | Jeff Fowler                       | Ben Schwartz | SUA                                     | comedie de acțiune-aventură, animație hibridă |
| Unfrosted                               | Jerry Seinfeld                    | Jerry Seinfeld, Melissa McCarthy, Jim Gaffigan, Hugh Grant, Amy Schumer, Cedric the Entertainer, Max Greenfield, Peter Dinklage, Christian Slater, Bill Burr, Dan Levy, James Marsden, Jack McBrayer                          | SUA                                     | [ 256 ]                                       |
| Viejas amigas                           | Fernando Villarán                 | Ana Cecilia Natteri, Haydee Cáceres, Milena Alva, Patricia Frayssinet, Brigitte Jouannet, Jely Reátegui, Eduardo Camino, Gianfranco Berro, Aysha Gómez                                                                        | Peru                                    | [ 257 ]                                       |
| We Live in Time                         | John Crowley                      | Andrew Garfield, Florence Pugh | Regatul Unit                            | comedie romantic draamtică                    |
| Welcome to Paradise                     | Ani Alva Helfer                   | Tatiana Calmell, Andrés Salas, Vicente Santos, Franco Cabrera, Patricia Barreto, Yisney Lagrange, Katia Condos, Bruno Odar | Peru, Dominican Republic                | comedie romantică                             |
| When Santa Was a Communist              | Emir Kapetanovic                  | Mirvad Kurić, Zana Marjanović, Miraj Grbić, Mirza Tanović, Kristin Winters, Goran Kostic, Alek Kapetanovic Marjanovic, Mara Auriel, Vanessa Glodjo, Sasa Orucevic, Zijo Bajric, Miro Barnjak, Ajla Beganovic, Semir Beganovic | Bosnia and Herzegovina, Serbia, Croatia | Black comedy                                  |
| Wicked                                  | Jon M. Chu                        | Ariana Grande, Cynthia Erivo, Jonathan Bailey | SUA                                     | comedie fantastică muzicală                   |
| Woody Woodpecker Goes to Camp           | Jon Rosenbaum                     | Eric Bauza, Kevin Michael Richardson, Tom Kenny, Chloe De Los Santos, Mary-Louise Parker, Josh Lawson, Esther Son, Evan Stanhope, George Holahan-Cantwell, Kershawn Theodore, CC Dewar, Ras-Samuel Weld A'abzgi               | SUA                                     | [ 262 ]                                       |

## 2025
| Titlu                                           | Regizor                  | Distribuție | Țara              | Note                                                           |
| ----------------------------------------------- | ------------------------ | --- | ----------------- | -------------------------------------------------------------- |
| Animal Friends                                  | Peter Atencio            | Ryan Reynolds, Jason Momoa, Vince Vaughn, Aubrey Plaza, Addison Rae, Dan Levy, Lil Rel Howery, Joaquim de Almeida | SUA               | comedie de acțiune-aventură, animație hibridă, comedie de drum |
| Înapoi în acțiune                               | Seth Gordon              | Jamie Foxx, Cameron Diaz | SUA               | comedie de acțiune                                             |
| Băieții răi 2                                   | Pierre Perifel           | Sam Rockwell, Marc Maron, Craig Robinson, Anthony Ramos, Awkwafina, Zazie Beetz, Richard Ayoade, Alex Borstein, Lilly Singh                                                                                             | SUA               | comedie cu hoți, de animație                                   |
| Bridget Jones: Mad About the Boy                | Michael Morris           | Renée Zellweger, Hugh Grant, Emma Thompson, Chiwetel Ejiofor, Leo Woodall, Jim Broadbent, Gemma Jones, Isla Fisher, Josette Simon, Nico Parker, Leila Farzad                                                            | Regatul Unit, SUA | Comedie romantică                                              |
| The Day the Earth Blew Up: A Looney Tunes Movie | Pete Browngardt          | Eric Bauza, Candi Milo, Peter MacNicol, Fred Tatasciore, Laraine Newman, Wayne Knight | SUA               | comedie SF de animație film                                    |
| Dog Man                                         | Peter Hastings           | Pete Davidson, Lil Rel Howery, Isla Fisher, Ricky Gervais | SUA               | comedie cu supereroi, de animație                              |
| Freakier Friday                                 | Nisha Ganatra            | Jamie Lee Curtis, Lindsay Lohan, Mark Harmon, Chad Michael Murray, Christina Vidal, Haley Hudson, Lucille Soong, Stephen Tobolowsky, Rosalind Chao, Julia Butters, Manny Jacinto, Maitreyi Ramakrishnan, Sophia Hammons | SUA               | comedie fantastică                                             |
| Happy Gilmore 2                                 | Kyle Newacheck           | Adam Sandler, Christopher McDonald, Julie Bowen | SUA               | [ 270 ]                                                        |
| The Naked Gun                                   | Akiva Schaffer           | Liam Neeson, Pamela Anderson, Paul Walter Hauser, Kevin Durand, Danny Huston, Liza Koshy, Cody Rhodes, CCH Pounder, Busta Rhymes                                                                                        | SUA               | Comedie de crimă                                               |
| The Twits                                       | Phil Johnston            | Natalie Portman, Emilia Clarke, Margo Martindale, Johnny Vegas | SUA               | comedie de animație                                            |
| The Wedding Banquet                             | Andrew Ahn               | Lily Gladstone, Bowen Yang, Kelly Marie Tran, Yuh-jung Youn, Joan Chen | SUA               | Comedie romantică                                              |
| Wake Up Dead Man                                | Rian Johnson             | Daniel Craig, Josh O'Connor, Glenn Close, Josh Brolin, Mila Kunis, Jeremy Renner, Kerry Washington, Andrew Scott, Cailee Spaeny, Daryl McCormack, Thomas Haden Church                                                   | SUA               | Comedie de mister de crimă                                     |
| Wicked: For Good                                | Jon M. Chu               | Ariana Grande, Cynthia Erivo, Jonathan Bailey | SUA               | comedie fantastică muzicală                                    |
| You're Cordially Invited                        | Nicholas Stoller         | Will Ferrell, Reese Witherspoon, Geraldine Viswanathan, Meredith Hagner, Jimmy Tatro | SUA               | [ 275 ]                                                        |
| Zootopia 2                                      | Jared Bush, Byron Howard | Ginnifer Goodwin, Jason Bateman | SUA               | comedie de animație                                            |

## 2026
| Titlu                                    | Regizor                            | Distribuție | Țara | Note                                       |
| ---------------------------------------- | ---------------------------------- | --- | ---- | ------------------------------------------ |
| Hoppers                                  | Daniel Chong                       | Piper Curda, Bobby Moynihan, Jon Hamm | SUA  | comedie SF de animație                     |
| Shrek 5                                  | Walt Dohrn                         | Mike Myers, Eddie Murphy, Cameron Diaz | SUA  | comedie fantastică, de animație            |
| The Cat in the Hat                       | Erica Rivinoja, Alessandro Carloni | Bill Hader, Quinta Brunson, Bowen Yang, Xochitl Gomez, Matt Berry, Paula Pell                                                                              | SUA  | comedie de fantezie de familie de animație |
| Thing One and Thing Two                  | TBA                                | | SUA  | comedie de familie, fantezie animată       |
| Three Bags Full: A Sheep Detective Movie | Kyle Balda                         | Hugh Jackman, Emma Thompson, Nicholas Braun, Nicholas Galitzine, Molly Gordon, Hong Chau, Tosin Cole, Kobna Holdbrook-Smith, Conleth Hill, Mandeep Dhillon | SUA  | comedie de mister de acțiune               |

## 2027
| Titlu                | Regizor           | Distribuție      | Țara | Note                                                     |
| -------------------- | ----------------- | ---------------- | ---- | -------------------------------------------------------- |
| Bad Fairies          | Megan Nicole Dong |                  | SUA  | comedie muzicală de animație                             |
| Margie Claus         | TBA               | Melissa McCarthy | SUA  | comedie de Crăciun, de fantezie, de familie, de animație |
| Sonic the Hedgehog 4 | Jeff Fowler       | Ben Schwartz     | SUA  | comedie de acțiune-aventură, animație hibridă            |